# Cine-Esplanada Miramar

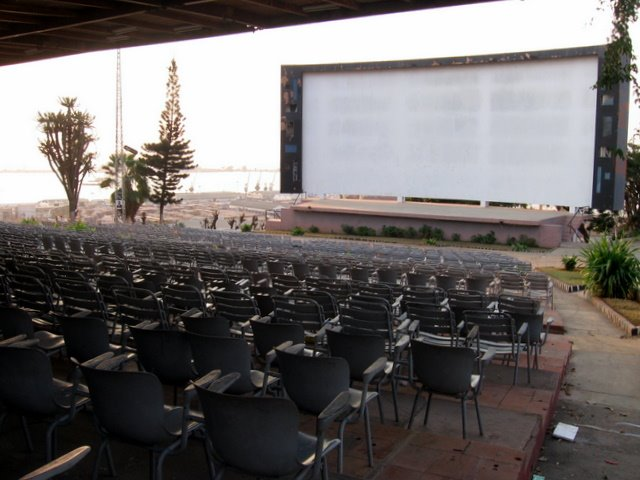
Cine-Esplanada Miramar (2008)

Die Cine-Esplanada Miramar, auch Cinema Miramar, ist ein Freiluftkino in der angolanischen Hauptstadt Luanda im Stadtteil Miramar des Bezirks Ingombota gelegen an der Largo Alioune Blondin Beye. Das 1959 eröffnete Freiluftkino wurde von den beiden Brüdern João und Luís Garcia de Castilho entworfen, es war das erste seiner Art in der gesamten portugiesischen Kolonie Angola. Mit seiner modernen Architektur stand des symbolisch für die Bedeutung des Kinos in der Zeit in der Kolonie.

## Geschichte

### Die ersteCine-Esplanadain Angola

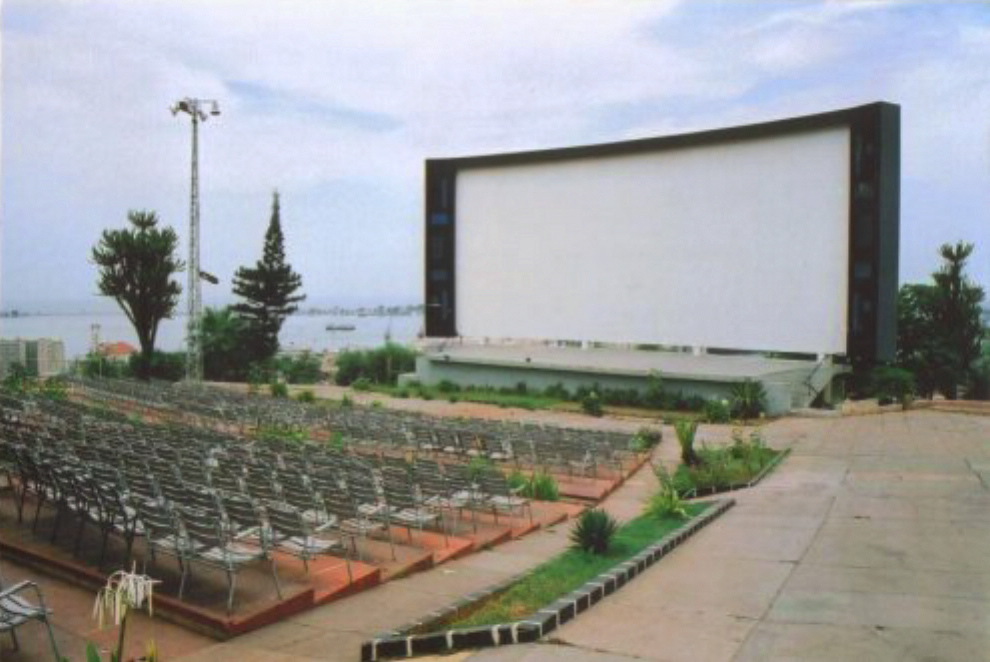
Cine-Esplanada Miramar kurz vor der Unabhängigkeit Angolas im Jahr 1973

Der portugiesische Unternehmer Joaquim Ribeiro Belga hatte sich nach dem Ende des Zweiten Weltkriegs die Vermarktungsrechte zunächst bekannter spanischer Filme sowie amerikanischer Universal-Filme in Portugal gesichert und baute damit ein breites Unternehmensnetzwerk auf. Mit der Gründung der beiden Unternehmen Sulcine und Moçambique Filmes in den 1950er Jahren sicherte er sich die alleinigen Vermarktungsrechte für Filme in den portugiesischen Kolonien Angola und Mosambik. Mit einer der amerikanischen Filmindustrie vergleichbaren Strategie begann Ribeiro Belga im großen Stil Kinosäle in den Kolonien zu errichten, um dort die von seinem Unternehmen vermarkteten Filme zu zeigen.
Ribeiro Belga entwickelte das Prinzip der „Cine-Esplanada“, einer Art Freiluftkino mit baulicher Infrastruktur. Nachdem das Konzept in Lissabon nicht funktioniert hatte, forcierte er die Umsetzung in den portugiesischen Kolonien, zunächst in Angola. Die erste Cine-Esplanada sollte in der Hauptstadt der portugiesischen Kolonie, Luanda, errichtet werden. Belga beauftragte dafür die beiden Brüder João und Luís Garcia de Castilho mit dem Entwurf, den Bau übernahm das Familienunternehmen der beiden Architekten, Empresa Castilhos Ltda.
Die Brüder Castilho entwarfen ein Freiluftkino, das mit seiner Architektur auf die klimatischen Bedingungen der angolanischen Küste ausgerichtet war: Es entstand ein Kino in Hanglange, abgetrennt vom öffentlichen Raum durch unterschiedlich gestaltete Wände, versehen mit Sichtstein, Fliesen, Putz und kleinen Beleuchtungen. Teile der Ränge wurden durch ein Holzdach überdacht, das an Betonpfeilern aufgehängt war, darunter ebenso die Projektionskabine. Eine 9 Meter hohe und 23 breite, gemauerte Leinwand, vor dem Hintergrund des Blicks auf die Bucht von Luanda mit der Insel Luanda bildete den Abschluss des Zuschauerraumes. Am Rand des Zuschauerraumes war eine Bar mit Terrasse (Bar Esplanada) vorgesehen. Das Kino, das 1644 Zuschauer fasste und damit als größtes der Kolonie galt, erhielt den Namen des Stadtteils, in dem es sich befand, Miramar, zu Deutsch „Meeresblick“.

### Eröffnung und Betrieb
Das Kino wurde im 26. Oktober 1959 eröffnet und gewann schnell eine große Beliebtheit unter den weißen Bewohnern der Stadt, der schwarzen Bevölkerung war der Zutritt verwehrt. Gerade die Kombination aus Kinobesuch, die Möglichkeit laue Nächte draußen zu verbringen und den Blick auf die Bucht zu genießen galten als besondere Freizeitbeschäftigung. Manuel Fonseca schreibt, dass das Kino „eine absolut göttliche, spektakuläre Aussicht hatte, bei Nacht, mit den Lichtern der Bucht, mit den Lichtern des Hafens. [...] Es war ein doppeltes Spektakel.“. In der Cine-Esplanada Miramar wurden zahlreiche bekannte Filme der 1960er und 1970er Jahre gezeigt. Aber auch Theaterstücke wurden auf der Bühne vor der gemauerten Leinwand aufgeführt, unter anderem Cazumbi von Luis Montês oder die Theatergruppe Jograis de São Paulo.

### Nach der Unabhängigkeit
Mit der Unabhängigkeit der portugiesischen Kolonie Angolas und dem Abzug der portugiesischen Kolonialmacht verließen auch zahlreiche portugiesische Siedler das Land, darunter auch der Kino-Unternehmer Ribeiro Belga. Das Kino – wie alle privaten Gebäude – gingen in den Besitz des angolanischen Staates über. In den folgenden Jahren wurden gelegentlich noch Filme gezeigt. Die genaue Entwicklung bis in die Gegenwart ist jedoch unbekannt. Die Gebäudestruktur ist bis heute erhalten, gelegentlich wird diese auch noch für Aufführungen genutzt.
Seit Jahren gibt es Pläne das Freiluftkino abzureißen. Nach Medienberichten soll auf dem Gelände ein Neubau der chinesischen Botschaft entstehen. Das Gebäude steht nicht unter Denkmalschutz, ist jedoch in der portugiesischen Denkmaldatenbank Sistema de Informação para o Património Arquitectónico, die auch Werke ehemaliger portugiesischer Kolonien umfasst, unter der Nummer 31666 gelistet.